# Gustav Blix
Per Gustav Blix, född 31 augusti 1974 i Vantörs församling i Stockholm, är en svensk politiker (moderat). Han var ordinarie riksdagsledamot 2006–2014 (även statsrådsersättare 2014 och tjänstgörande ersättare 2016), invald för Stockholms kommuns valkrets.

## Biografi
Blix har en civilekonomexamen från Handelshögskolan i Stockholm och var under ungdoms- och studietiden aktiv i Moderata Ungdomsförbundet, bland annat som vice riksordförande i Moderat Skolungdom (1994–1995), vice distriktsordförande i MUF Stockholm (1998–1999) samt som ledamot av MUF:s förbundsstyrelse (1998–2000). Han var ledamot av kommunfullmäktige i Stockholm 1998–2002 samt arbetade som borgarrådssekreterare hos oppositionsborgarrådet Mikael Söderlund med ansvar för utbildnings- och näringslivsfrågor vid Moderaternas kansli i Stockholms stadshus (2003–2006).[källa behövs]

### Riksdagsledamot
Blix kandiderade i riksdagsvalet 2006 och blev ersättare. Han utsågs till ny ordinarie riksdagsledamot från och med 3 oktober 2006 sedan Sebastian Cederschiöld avsagt sig uppdraget. Blix tjänstgjorde sedan som ordinarie riksdagsledamot fram till valet 2014, då han blev ersättare. Under mandatperioden 2014–2018 var Blix statsrådsersättare för Beatrice Ask 29 september–3 oktober 2014 och tjänstgörande ersättare för Amir Adan 3 oktober–2 december 2016.
I riksdagen var han ledamot i utbildningsutskottet 2006–2007, utrikesutskottet 2007–2010 och EU-nämnden 2010–2014. Blix var även ledamot i krigsdelegationen 2007–2014 och ledamot i riksdagens delegation till Natos parlamentariska församling 2012–2014. Han var suppleant i bland annat EU-nämnden, konstitutionsutskottet, skatteutskottet, utrikesnämnden, utrikesutskottet och OSSE-delegationen.